# Khí tượng học

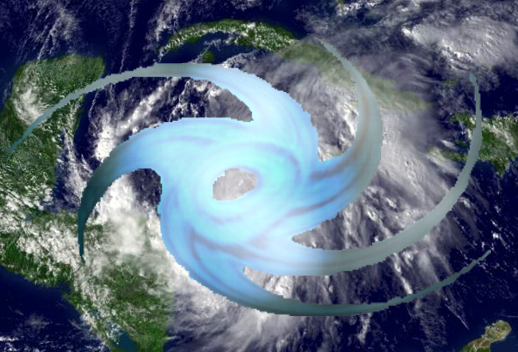

Khí tượng học là môn khoa học nghiên cứu về khí quyển nhằm chủ yếu để theo dõi và dự báo thời tiết. Những biểu hiện thời tiết là những sự kiện thời tiết quan sát được và giải thích được bằng khí tượng học. Những sự kiện đó phụ thuộc vào các tham số của khí quyển Trái Đất. Các tham số này bao gồm nhiệt độ, áp suất, độ ẩm cũng như các biến thiên và tác động tương hỗ của các tham số này và những biến đổi theo thời gian và không gian của chúng. Phần lớn các quan sát về thời tiết được theo dõi ở tầng đối lưu.

## Lịch sử khí tượng học

### Những thành tựu đầu tiên trong khí tượng học
- 350 TCN

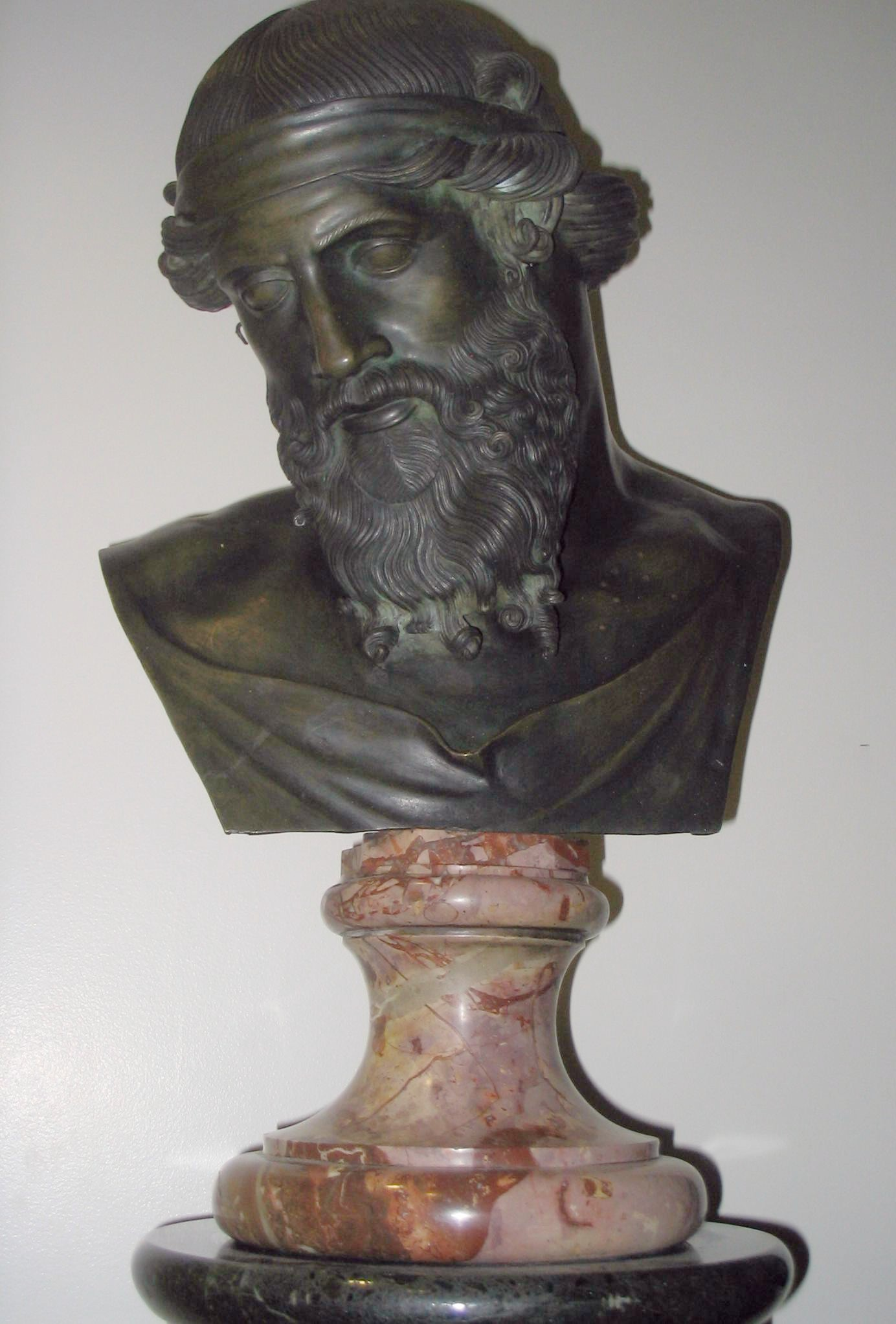
Aristotle

Thuật ngữ Khí tượng học (meteorology) bắt nguồn từ Aristotle's Meteorology. 
Mặc dù thuật ngữ khí tượng học ngày nay được dùng để chỉ một môn khoa học về khí quyển, nó có ý nghĩa rộng hơn trong các công trình của Aristotle. Ông viết:
...tất cả các tác động đối với không khí và nước, và tất cả các loại và phần của Trái Đất và các tác động của chúng.
Một trong những thành tựu ấn tượng trong miêu tả của ông là cái ngày nay gọi là vòng tuần hoàn nước:
Mặt trời, chuyển động như nó vốn thế, tạo nên các quá trình thay đổi, bởi tác động của nó, những hạt nước ngọt nhỏ nhất hàng ngày được nâng lên, hòa tan vào hơi nước và được mang tới những vùng cao hơn, ở đây chúng lại bị ngưng tụ bởi không khí lạnh và trở về Trái Đất.
- 1607

Galileo Galilei đã làm được chiếc nhiệt kế đầu tiên. Thiết bị này không chỉ đo nhiệt độ, nó còn thể hiện một bước đột phá. Cho tới thời điểm này, nóng và lạnh được coi là những tính chất của các thành tố cơ bản của Aristotle(lửa, nước, khí và đất). Ghi chú: Việc ai là người xây dựng chiếc nhiệt kế đầu tiên có nhiều bàn cãi, tuy thế, có những bằng chứng cho thấy thiết bị này được chế tạo độc lập ở những thời điểm khác nhau. Đây là kỷ nguyên của những quan trắc khí tượng được ghi lại đầu tiên, chúng không được sử dụng nhiều cho đến những công trình của Daniel Gabriel Fahrenheit và Anders Celsius vào thế kỷ thứ 18.
- 1643

Evangelista Torricelli, một cộng sự của Galileo, lần đầu tiên đã tạo ra chân không nhân tạo, và trong quá trình đó đã tạo ra chiếc khí áp kế đầu tiên. Sự thay đổi độ cao của thủy ngân trong ống Toricelli đã đưa tới khám phá của ông về sự thay đổi của áp suất khí quyển theo thời gian.
- 1648

Blaise Pascal đã khám phá ra áp suất khí quyển giảm theo độ cao và suy ra có chân không ở phía trên khí quyển.
- 1667

Robert Hooke xây dựng một máy đo gió đầu tiên.
- 1686

Edmund Halley đã vẽ bản đồ gió mậu dịch và suy ra sự thay đổi của áp suất khí quyển bị điều khiển bởi nhiệt lượng từ mặt trời, và khẳng định lại những khám phá của Pascal về áp suất khí quyển.
- 1735

George Hadley là người đầu tiên tính đến sự quay của Trái Đất để giải thích gió mậu dịch. Mặc dù cơ chế mà Hadley miêu tả không đúng, và dự đoán gió mậu dịch chỉ mạnh bằng nửa thực tế, nhưng vòng hoàn lưu mà Hadley miêu tả ngày này được biết đến với tên ông vòng hoàn lưu Hadley.
- 1743-1784

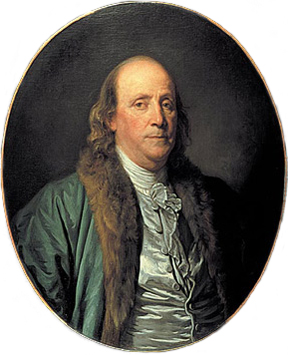
Benjamin Franklin

Benjamin Franklin quan sát ghi nhận được hệ thống thời tiết ở Bắc Mỹ di chuyển từ tây sang đông, chứng mình hiện tượng sét cũng là điện, xuất bản sơ đồ dòng biển Gulf Stream đầu tiên, liên hệ hiện tượng phun trào núi lửa với thời tiết và miêu tả hiệu ứng của sự phá rừng đối với khí hậu.
- 1780

Horace de Saussure đã chế tạo được ẩm kế tóc.
- 1802-1803

Luke Howard writes viết cuốn Về sự biến đổi của mây, trong đó ông đã đặt tên latin cho các loại mây.
- 1806

Francis Beaufort đã đưa ra hệ thống phân cấp tốc độ gió.
- 1837

Samuel Morse phát minh ra mã điện.
- 1860

Robert FitzRoy sử dụng hệ thống mã điện mới để thu thập các quan trắc hàng ngày ở các vùng của nước Anh và phát triển các bản đồ Synop để dự báo thời tiết. Những dự báo thời tiết hàng ngày đầu tiên của ông được xuất bản trên tạp chí Times vào 1860.

### Hiệu ứng Coriolis
Hiệu ứng Coriolis là lực quán tính xuất hiện do sự quay của Trái Đất, kết quả làm cho vật thể (khối khí) có xu hướng di chuyển lệch về phía phải của chuyển động ở Bắc bán cầu và về phía trái ở Nam Bán cầu. Hiệu ứng này được đặt theo tên Gaspard-Gustave de Coriolis vào đầu thế kỷ 20.

### Dự báo số trị
Đầu thế kỷ 20, những tiến bộ của sự hiểu biết về vật lý khí quyển dẫn tới sự hình thành của dự báo thời tiết bằng phương pháp số hiện đại. Vào năm 1922, Lewis Fry Richardson đã xuất bản cuốn Dự báo thời tiết bằng quá trình số trị, trong đó đã miêu tả những số hạng nhỏ trong các phương trình động lực học chất lỏng có thể được bỏ qua để có thể tìm được các nghiệm số. Tuy nhiên, số lượng tính toán quá lớn khi đó và không thể thực hiện được trước khi các máy vi tính xuất hiện.
Tại thời điểm này, ở Na Uy có một nhóm các nhà khí tượng, đứng đầu là Vilhelm Bjerknes đã phát triển một mô hình để giải thích sự hình thành, tăng cường và tan rã (vòng đời) của các xoáy thuận ngoại nhiệt đới, đã đưa ra ý tưởng về front, là đường biên giữa các khối khí. Nhóm cũng bao gồm Carl-Gustaf Rossby (người đầu tiên giải thích các chuyển động quy mô lớn khí quyển trên quan điểm của động lực học chất lỏng), Tor Bergeron (người đầu tiên đưa ra cơ chế hình thành mưa).
Đến giữa thập niên 1950, các thí nghiệm số trở nên dễ dàng hơn với sự trợ giúp của máy tính. Các dụ báo thời tiết đầu tiên bằng phương pháp số đã sử dụng các mô hình chính áp(với một mực thẳng đứng) và đã dự báo các chuyển động quy mô lớn của sóng Rossby vùng vĩ độ trung bình một cách thành công.
Trong thập niên 1960s, bản chất lý thuyết hỗn loạn của khí quyển lần đầu tiên được biết tới bởi Edward Lorenz, hình thành nên ngành khoa học nghiên cứu về lý thuyết hỗn loạn.

### Quan trắc vệ tinh
Năm 1960, vệ tinh khí tượng đầu tiên TIROS-1 được phóng thành công đã đánh dấu thời kỳ có thể nhận được các thông tin thời tiết toàn cầu. Các vệ tinh thời tiết cùng với các vệ tinh quan trắc Trái Đất khác quay quanh Trái Đất ở các độ cao khác nhau đã trở thành một công cụ không thể thiếu để nghiên cứu một phổ rộng các hiện tượng tử cháy rừng đến El Niño.
Những năm gần đây, các mô hình khí hậu đã được phát triển với độ phân giải ngày càng cao. Chúng được sử dụng để nghiên cứu những biến đổi khí hậu hạn dài, chẳng hạn hiệu ứng do sự phát thải khí nhà kính do con người.

## Dự báo thời tiết
Các nhà khí tượng sử dụng một số phương pháp khác nhau để dự báo thời tiết trong tương lai. Hầu hết các phương pháp này được sử dụng từ vài thập kỷ trước (trước thập niên 70) khi máy tính chưa phát triển đủ mạnh để thực hiện các dự báo số trị. Ngày nay chúng được sử dụng để đánh giá mức độ hiệu quả của các dự báo thời tiết: so sánh với dự báo quán tính hoặc với chuẩn khí hậu:
- Phương pháp quán tính

Phương pháp này giả thiết điều kiện thời tiết sẽ không thay đổi: "Ngày mai như ngày hôm nay". Phương pháp này chỉ đúng cho hạn dự báo ngắn.
- Phương pháp xu thế

Phương pháp này xác định hướng và tốc độ của các front, các trung tâm áp cao và áp thấp và các vùng mây và giáng thủy.
- Phương pháp khí hậu

Phương pháp này sử dụng số liệu thời tiết lịch sử, được lấy trung bình trong một khoảng thời gian dài (hàn năm) để dự báo điều kiện thời tiết ở một ngày cụ thể.
- Phương pháp tương tự

Là một phương phức hợp để tìm các điều kiện thời tiết "tương tự" với số liệu lịch sử.
- Phương pháp dự báo số

Phương pháp dự báo số sử dụng các máy tính để xây dựng mô hình máy tính của khí quyển. Đây là phương pháp thành công nhất và được sử dụng rộng rãi nhất trên thế giới.

## Khí tượng học và khí hậu học
Với sự phát triển của các siêu máy tính, các mô hình toán học của khí quyển ngày càng đạt đến độ tinh xảo cao. Không chỉ có độ phân giải không gian và thời gian được nâng cao mà nhiều thành phần trong hệ thống khí hậu dần dần cũng được tích hợp vào mô hình: khí quyển, đại dương, sinh quyển và các tác động của con người.

## Các chủ đề và hiện tượng khí tượng học
| Liên kết tới các mục từ liên quan | Các điều kiện khí quyển: không khí ổn định tuyệt đối \| nghịch nhiệt \| Dine's compensation \| giáng thủy \| xoáy thuận \| xoáy nghịch \| xoáy thuận nhiệt đới (bão) Dự báo thời tiết: áp suất khí quyển \| điểm sương \| front \| dòng xiết \| windchill \| heat index \| Nhiệt độ thế vị \| các phương trình nguyên thủy \| Pilot Reports Dông: dông \| sét \| sấm \| mưa đá \| vòi rồng \| đối lưu \| bão tuyết \| dông siêu ổ Khí hậu: El Niño \| gió mùa \| lụt \| hạn hán sự ấm lên toàn cầu Ô nhiễm không khí: Các hiện tượng khác: deposition \| dust devil \| sương \| thủy triều \| gió \| mây \| mưa \| khối khí \| ngưng tụ \| sublimation \| băng \| crepuscular rays \| anticrepuscular rays Các thảm họa liên quan đến thời tiết: thời tiết cực trị \| các thảm họa thời tiết |